# St. Benno (Goslar)

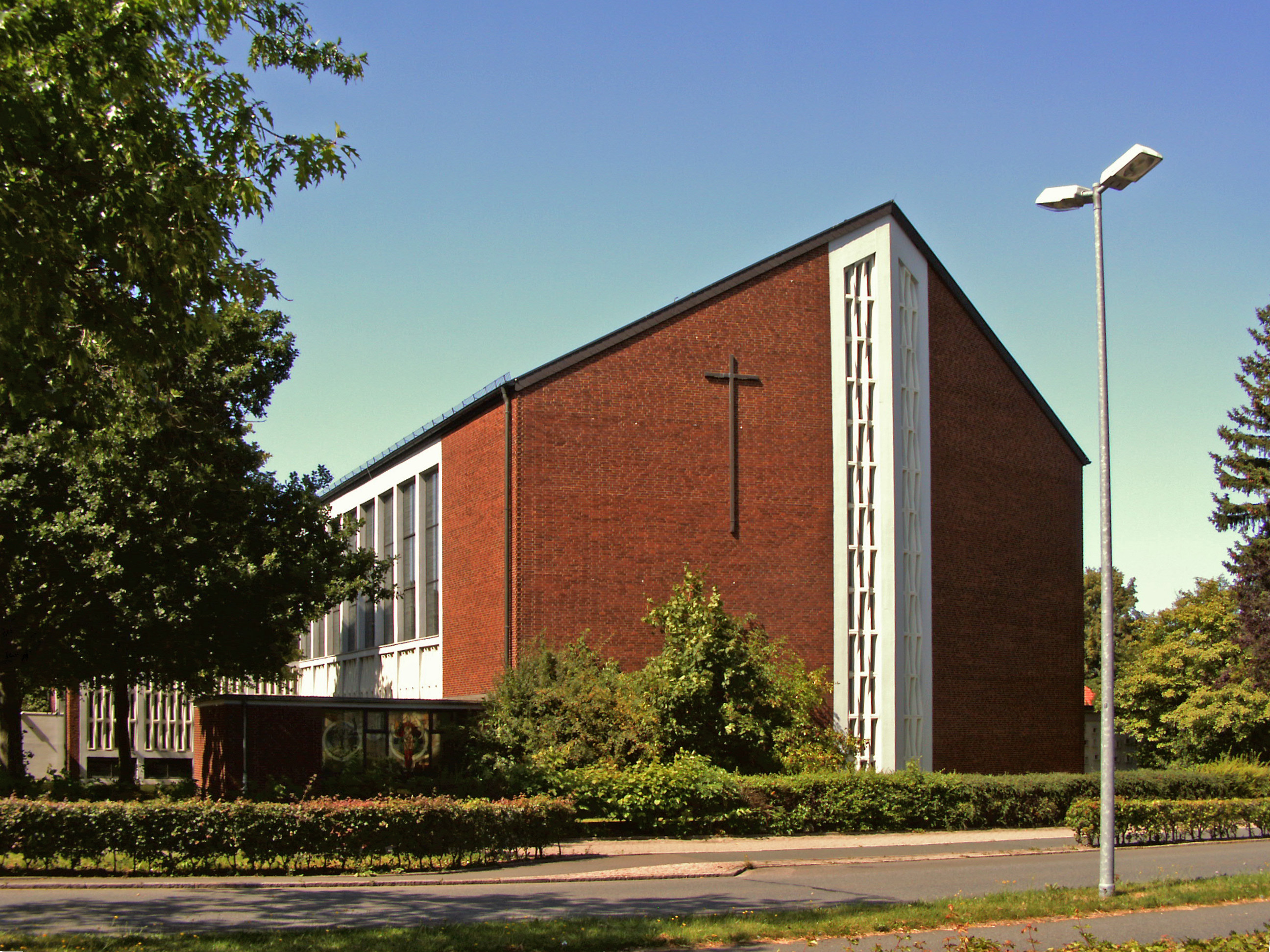
Außenansicht

Die Kirche Sankt Benno ist die katholische Kirche in Jürgenohl, einem Stadtteil der niedersächsischen Kreisstadt Goslar am Harz. Die Filialkirche der Pfarrgemeinde St. Jakobus der Ältere mit Sitz in Goslar, im Dekanat Goslar-Salzgitter des Bistums Hildesheim, wurde nach dem heiligen Benno von Meißen benannt und befindet sich in der Marienburger Straße 31.

## Geschichte
1927 wurde der nördlich der Stadt gelegene Goslarer Flughafen eröffnet, zunächst als regionaler Verkehrsflughafen und Notlandeplatz für internationale Strecken. Bereits in den 1930er Jahren endete die zivile Nutzung, ab 1937 begann die militärische Verwendung als Fliegerhorst Goslar. Ab 1949 wurde auf dem Rollfeld des Fliegerhorstes der neue Stadtteil „Jürgenohl“ errichtet. 1958 belegten Luftwaffeneinheiten der Bundeswehr die Gebäude des ehemaligen Fliegerhorstes, ohne dass ein Flugbetrieb aufgenommen wurde.
1958 ließ sich der Priester Ewald Bürig (1925–2021) als Seelsorger in Jürgenohl nieder, er wurde erster Pfarrer der St.-Benno-Kirche und Militärseelsorger für die Luftwaffensoldaten der Garnison Goslar. 1960 wurde in Jürgenohl eine katholische Gemeinde gegründet, zunächst fanden die Gottesdienste in der Aula der Georgenbergschule statt. Am 1. Januar 1962 wurde in Jürgenohl ein selbständiger Seelsorgebezirk errichtet.
Am 21. Juni 1964 wurde der Grundstein für die St.-Benno-Kirche gelegt. Am 10. Juli 1965 erfolgte ihre Konsekration durch den Apostolischen Nuntius in Deutschland, Corrado Bafile, in Anwesenheit von Bischof Heinrich Maria Janssen. Zweite Patronin neben Benno von Meißen wurde Hedwig von Andechs. Die Kirche diente auch als katholische Garnisonkirche der Bundeswehr.
Bereits am 1. Juli 1965 war die Kirchengemeinde St. Benno eingerichtet worden, am 1. Oktober 1970 erfolgte ihre Erhebung zur Pfarrei. Zweiter Pfarrer war von 1991 an bis zu seiner Berufung als Weihbischof 1995 Nikolaus Schwerdtfeger.
1996 wurde mit St. Georg in Grauhof eine Seelsorgeeinheit gegründet. Seit dem 1. Juli 2007 gehört die Kirche zur Pfarrgemeinde „St. Jakobus der Ältere“ in Goslar, die Pfarrei St. Benno wurde in diesem Zusammenhang aufgehoben. Ebenfalls seit diesem Zeitpunkt gehört die Kirche zum damals neu errichteten Dekanat Goslar-Salzgitter, zuvor gehörte sie zum Dekanat Goslar. 2007 wurde der Innenraum der Kirche farblich neu gestaltet. 2009 schloss die Bundeswehr diesen Standort, so dass die Kirche seitdem allein von der örtlichen Kirchengemeinde genutzt wird.

## Architektur und Ausstattung

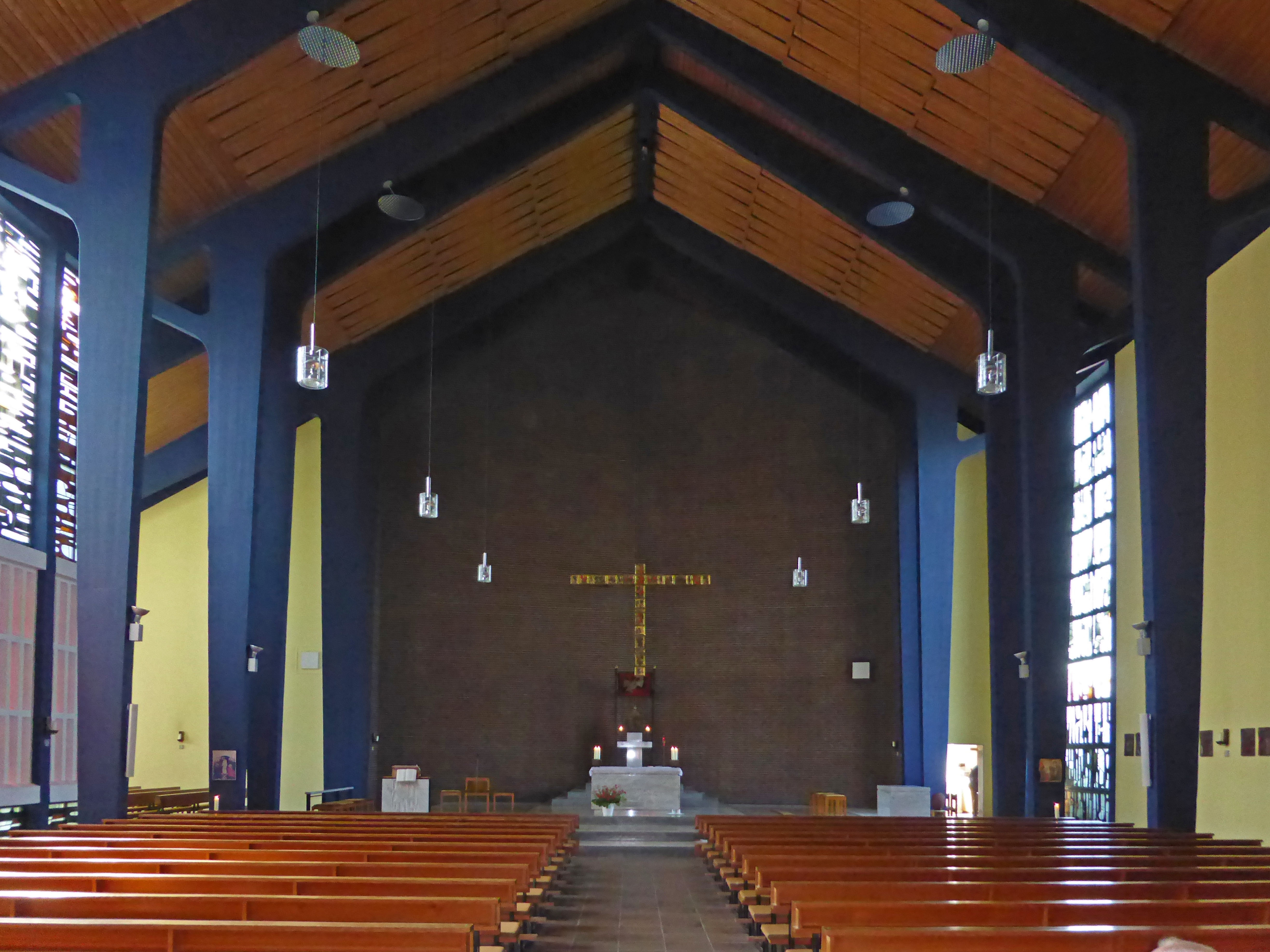
Innenansicht

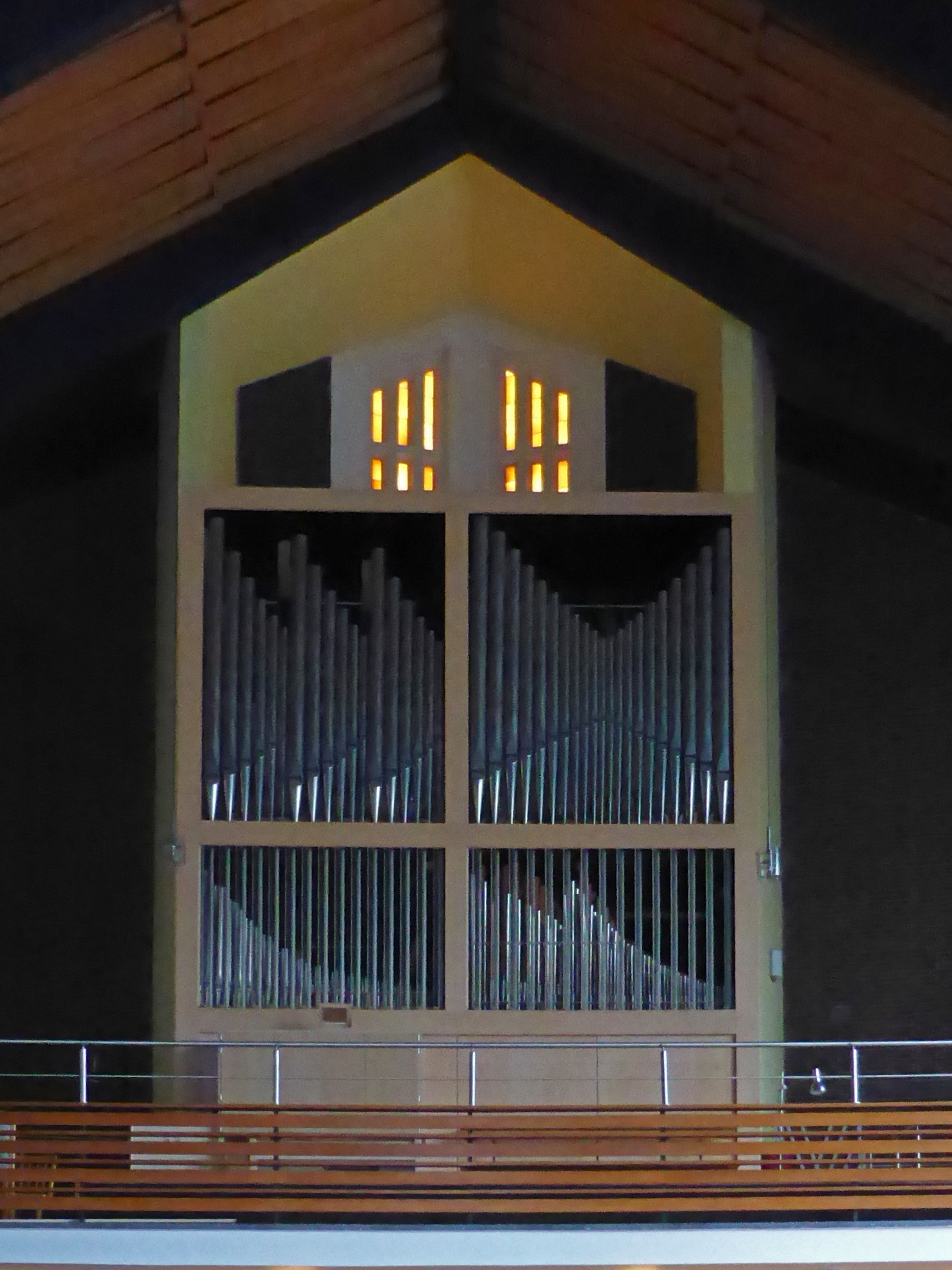
Orgel

Die in rund 255 Meter Höhe über dem Meeresspiegel gelegene Kirche wurde nach Plänen von Josef Fehlig erbaut, ausgeführt als turmloser Langhausbau. Das Kreuz an der Außenseite der Kirche stammt von der profanierten St.-Barbara-Kirche in Sudmerberg und wurde 2007 an der St.-Benno-Kirche angebracht.
Ihr Innenraum bietet über 270 Sitzplätze. Die Innenausstattung entwarf 1965 Wilhelm Keudel (1913–1974) aus Salzgitter, für ihre Herstellung fanden auch Materialien aus dem Harz Verwendung. Das Benno-Reliquiar entstand 1965 in der Kevelaer Goldschmiedewerkstatt von Wilhelm Polders (1914–1992), die Reliquie stammt aus der Frauenkirche in München und war ein Geschenk von Kardinal Julius Döpfner. Der Baldachin über dem Altar zeigt den Pelikan; ein Symbol für die Eucharistie, der sich die Brust aufreißt, um seine Jungen mit Blut zu füttern. An der Nordwand, in die auch zwei Beichtstühle eingelassen sind, befinden sich 14 Kreuzwegstationen.
Die Statuen unter der Orgelempore stellen die heiligen Hedwig von Andechs und Benno von Meißen dar, sie wurden um 1980 erworben und zunächst an der Altarrückwand angebracht. Unter der Orgelempore hat auch das Taufbecken seinen Platz. Die Orgel war 1977 vom Orgelbauunternehmen Weise aus Plattling für den Konzertsaal der damaligen Fachakademie für katholische Kirchenmusik und Musikerziehung in Regensburg erbaut worden und wurde 2006 in der St.-Benno-Kirche anstelle eines elektronischen Vorgängerinstruments installiert. Die Disposition stammt von Eberhard Kraus.
Die heutigen Buntglasfenster der Marienkapelle entwarf 2001 Claus Kilian. Sie stellen auf der Ostseite zwei auf Wanderschaft befindliche Apostel sowie die Szene Mariä Heimsuchung dar. Vor einer Pietà können Opferkerzen aufgestellt werden. Die Fenster in der Westwand zeigen den heiligen Franz von Assisi mit Lebensbaum, die Verkündigung des Herrn und den Freudentanz der Prophetin Miriam.
Nördlich von der Kirche befindet sich die katholische Kindertagesstätte St. Benno, die bis Juli 2015 „Kindergarten St. Michael“ hieß. Den Namen „St. Benno“ bekam die Einrichtung ursprünglich nicht um Verwechslungen mit dem damals noch in Goslar bestehenden St.-Benno-Stift der Vinzentinerinnen zu vermeiden.